# Бурхардт, Делара
Делара Бурхардт (нем. Delara Burkhardt; род. 3 ноября 1992, Гамбург) — немецкий политик Социал-демократической партии Германии, депутат Европейского парламента с 2019 года. Она является членом комитета Европейского парламента по охране окружающей среды, общественного здоровья и продовольвенной безопасности.
В дополнение к поручениям комитета Бурхардт ведёт дела как член межгруппы Европейского парламента по правам ЛГБТ, межгруппы Европейского парламента по морям, рекам, островам и прибрежным зонам и рабочей группы Европейского парламента по вопросам ответственного ведения бизнеса.
Бурхардт выросла в комунне Зик земли Шлезвиг-Гольштейн. В 2012—2016 годах получала образование в области политологии в Кильском университете.
23 октября 2020 года взяла шефство над Олегом Мозговым, тренером и политическим заключённым из Беларуси. 4 февраля 2021 года взяла шефство над Катериной Андреевой, белорусской журналисткой и политической заключённой.